# 13678 Shimada
13678 Shimada eller 1997 NE11 är en asteroid i huvudbältet som upptäcktes den 6 juli 1997 av den japanske amatörastronomen Tomimaru Okuni vid Nanyō-observatoriet. Den är uppkallad efter Osamu Shimada.
Asteroiden har en diameter på ungefär 8 kilometer.